# 阿拉套大戟
阿拉套大戟（学名：Euphorbia alatavica）为大戟科大戟属的植物。分布在中亚以及中国大陆的新疆等地，生长于海拔1,700米至2,000米的地区，多生在山地草原、草甸及林缘，目前尚未由人工引种栽培。